# Van algemeen nut
Van algemeen nut is een komische talkshow op de Vlaamse televisiezender Eén en wordt gepresenteerd door Steven Van Herreweghe. De reeks startte in 2018 en er werden 2 reeksen gemaakt.

## Concept
In het programma worden beelden uit het VRT-archief getoond. Meestal gaat het om ietwat bizarre programma's of fragmenten of over programma's die zo populair waren dat ze tot het collectief geheugen behoren. In de studio worden de personen die in het fragment werden getoond uitgenodigd voor bijkomende uitleg.

## Afleveringen

### Seizoen 1
| Nr. | Titel | Bekende gast                 | Kijkcijfers (live) | Uitzenddatum     |  |
| --- | ----- | ---------------------------- | ------------------ | ---------------- |  |
| 1 |       | Rani De Coninck              | 1.056.902          | 4 januari 2018   |  |
| Gasten in deze aflevering zijn Rani De Coninck, die in 1994 een interview met haar ongeboren baby toestond, en de boze kijker die in de jaren '70 op hilarische wijze zijn ongezouten mening gaf over de programma's op de openbare omroep.                           |       |                              |                    |                  |  |
| 2 |       | Rudi Vranckx                 | 1.043.898          | 11 januari 2018  |  |
| Gasten in deze aflevering zijn Rudi Vranckx, die in 1993 een interview op heldhaftige wijze afsloot, en de vrouw die 33 jaar geleden de kijkers advies gaf over aarshygiëne.                                                                                          |       |                              |                    |                  |  |
| 3 |       | Danira Boukhriss Terkessidis | 1.030.674          | 18 januari 2018  |  |
| Gasten in deze aflevering zijn Danira Boukhriss Terkessidis, die op dertienjarige leeftijd met haar keelchakra op televisie kwam, en de man die drie decennia geleden meer dan honderd vrouwen wist te verleiden.                                                     |       |                              |                    |                  |  |
| 4 |       | Margriet Hermans             | 1.003.524          | 25 januari 2018  |  |
| Gasten in deze aflevering zijn Lea Couzin die in de jeugdreeks Merlina de Vlaamse jeugd een trauma bezorgde, en de quizmaster die 40 jaar geleden de vragen stelde maar zelf nooit in beeld kwam.                                                                     |       |                              |                    |                  |  |
| 5 |       | Filip Peeters                | 902.839            | 1 februari 2018  |  |
| Gasten in deze aflevering zijn Filip Peeters die met een aantal leugentjes zijn eerste televisierol wist te versieren, en het jongetje dat in 1973 op geheel eigen wijze de Vlaming iets bijbracht over seksuele voorlichting.                                        |       |                              |                    |                  |  |
| 6 |       | Bart Peeters                 | 831.788            | 8 februari 2018  |  |
| Bart Peeters blikt samen met zijn moeder terug op de vele televisiemomenten van de familie Peeters. |       |                              |                    |                  |  |
| 7 |       | Gert Verhulst                | 896.182            | 15 februari 2018 |  |
| Gasten in deze aflevering zijn Gert Verhulst, die terugblikt op zijn eerste gênante televisieoptreden, en de presentatrice van ABC-auto, een automagazine uit 1992 met een nogal seksistische ondertoon.                                                              |       |                              |                    |                  |  |
| 8 |       | Mathias Coppens              | 929.345            | 22 februari 2018 |  |
| Mathias Coppens blikt terug op de naaktscène die hij als dertienjarige moest spelen, en ziet zijn tegenspeelster van toen terug. Verder is ook de man te gast die tv-kijkend Vlaanderen in 1967 liet kennismakem met yoga.                                            |       |                              |                    |                  |  |
| 9 |       | Jacques Vermeire             | 924.425            | 1 maart 2018     |  |
| Gasten in deze aflevering zijn Jacques Vermeire, die zijn televisiedebuut maakte verkleed als een Romein in het Zoniënwoud, en Anton Cogen die de twijfelachtige eer heeft om het meest onbegrijpelijke programma ooit op de openbare omroep te hebben gepresenteerd. |       |                              |                    |                  |  |
| 10 |       | Luc Appermont                | 997.186            | 8 maart 2018     |  |
| De centrale gast is Luc Appermont, die ooit nog vele meisjesharten sneller deed slaan, al was hij toen al samen met Bart Kaëll. |       |                              |                    |                  |  |

### Seizoen 2
| Nr. | Titel | Bekende gast         | Kijkcijfers (live) | Uitzenddatum     |  |
| --- | ----- | -------------------- | ------------------ | ---------------- |  |
| 1 |       | Maaike Cafmeyer      | 797.966            | 14 februari 2019 |  |
| In haar allereerste rol op televisie speel Maaike Cafmeyer een moeder die haar zoon een ferme tik geeft. Verder is ook Meneer de Uil te gast, een iconisch personage uit het immens populaire kinderprogramma De Fabeltjeskrant uit de jaren '60.                                                        |       |                      |                    |                  |  |
| 2 |       | Tom Waes             | 769.506            | 21 februari 2019 |  |
| Steven Van Herreweghe confronteert Tom Waes met zijn hilarisch acteerdebuut. Ook te gast is Rita Van Neygen, die samen met Emiel Goelen in de jaren '90 het consumentenprogramma Op de koop toe presenteerde.                                                                                            |       |                      |                    |                  |  |
| 3 |       | James Cooke          | 848.137            | 28 februari 2019 |  |
| Tien jaar geleden was James Cooke al op TV te zien met een rolletje in Witse. Verder is ook de vrouw te gast die in de jaren '70 de legendarische vergissing 'bloodlichaampje' maakte in Het Rad der Fortuin.                                                                                            |       |                      |                    |                  |  |
| 4 |       | Louis Tobback        | 741.077            | 7 maart 2019     |  |
| Louis Tobback werd 30 jaar geleden geïnterviewd in zwembroek. Verder ook een gesprek met een koppel dat ooit in Panorama getuigde over hun vruchtbaarheidsproblemen. |       |                      |                    |                  |  |
| 5 |       | Helmut Lotti         | 796.580            | 14 maart 2019    |  |
| Helmut Lotti trad in het begin van zijn carrière niet altijd in de meest ideale omstandigheden op. Verder probeert Steven ook voor eens en altijd te achterhalen waarover de sciencefictionserie Het Veenmysterie ging. Dat blijkt de meest raadselachtige reeks uit de Vlaamse tv-geschiedenis te zijn. |       |                      |                    |                  |  |
| 6 |       | Erik Van Looy        | 610.333            | 21 maart 2019    |  |
| Erik Van Looy was ooit een ernstige reporter die voor Première de beroemdste Hollywoodsterren interviewde. Met zijn ingewikkelde vragen deed hij echter menig acteur de wenkbrauwen fronsen. |       |                      |                    |                  |  |
| 7 |       | Peter Van de Veire   | 853.761            | 28 maart 2019    |  |
| Er kleeft bloed aan de handen van Peter Van de Veire. Dat blijkt uit een reportage voor Studio Ket, het toenmalige jeugdjournaal van Ketnet, waar Samson op bloederige wijze vermoord wordt. Verder te gast is de hacker die ooit inbrak op de computer van premier Martens.                             |       |                      |                    |                  |  |
| 8 |       | Adriaan Van den Hoof | 756.489            | 4 april 2019     |  |
| Steven vindt in het VRT-archief een 71 jaar oud hoorspel terug van programmadirecteur Bert Leysen, de grootvader van Adriaan Van den Hoof. Ook te gast is Paul van Gorcum, de stemacteur die jarenlang het personage Gargamel tot leven bracht.                                                          |       |                      |                    |                  |  |
| 9 |       | Phara de Aguirre     | 815.165            | 11 april 2019    |  |
| Phara de Aguirre betrok ooit haar eigen kinderen bij een reportage van Terzake over sex en geweld op tv, met de nodige gênante situaties tot gevolg. Kürt Rogiers wordt geconfronteerd met zijn auditietape voor omroeper te worden op TV2.                                                              |       |                      |                    |                  |  |
| 10 |       | Marcel Vanthilt      | 715.117            | 18 april 2019    |  |
| In 2005 mocht Marcel Vanthilt zijn eerste grote liveshow presenteren op Eén. Helaas, alles wat kon fout lopen liep ook fout. Daarnaast ook beelden van een jonge Marlène de Wouters, die op zwoele wijze de kijkers de beginselen van de Duitse taal bijbrengt.                                          |       |                      |                    |                  |  |